# Lora Zombie
Lora Zombie (род. 30 мая 1990) — российский концептуалист иллюстратор. Настоящее имя — Лариса Новик (в девичестве) Дашинцева.

## Биография
Первые серьёзные работы были выполнены в стиле английских художников Джейми Хьюлетта, автора образов группы Gorillaz, и андеграундного Бэнкси. Достаточно скоро работы Лоры стали популярны — её выставки проходили в США, Великобритании, России.
В 2010 году начала сотрудничество с петербургской группой Billy’s Band, оформив обложку их диска «Блошиный рынок» и создав серию работ, посвященных этим музыкантам.

## Творчество
Свои картины Лора создает при помощи акриловых красок. При этом её работы — различны по тематике и жанру. Но их объединяют общие мотивы — одиночество, соприкосновение наивного, доброго мира с жесткой реальностью. Всё это усиливается множественными подтеками краски и чернил, нечёткими контурами и линиями, отсутствием внятной композиции[7]. Один из основных стилей Лоры — Гранж-арт[8].